# آناناس
آناناس یا کاجدیس(به فرانسوی: Ananas) نوعی میوه است که ریشه آن از جنوب برزیل و پاراگوئه است. بزرگی آن ۱–۱٫۵ متر و بزرگی برجستگی روی آن تا ۳۰–۱۰۰ سانتیمتر است. این میوه نوعی میوه چندگانه است که در علم باغبانی به آن سینکارپ گفته می‌شود اما آناناس میوه ای گران و نوعی مجلسی است.
این گیاه بومی دائمی ناحیه گرمسیری قارهٔ آمریکا است. میوه‌های خاردار و مطبوعی دارد؛ و در کوبا، پورتوریکو و هاوایی از نظر محصول، آناناس در رتبه اول قرار داد. آب و میوهٔ گوشت این میوه را به مقدار زیاد کنسرو می‌کنند همچنین در جزایر فیلیپین از برگ‌های خاردار آن رشته‌هایی به دست می‌آید که با آن پارچه می‌بافند.
کشت و تولید آناناس، در ایران هم از سال‌های اخیر با وارد کردن ۵۰۰۰ نشا آناناس از کشور هند شروع شده است. از این ۵۰۰۰ نشا آناناس، هزار نشا آن به مرکز تکثیر و گل و گیاه محلات، هزار نشا به مرکز تحقیقات کشاورزی چابهار، ۱۸۰ عدد از نشاها برای تکثیر به تهران فرستاده شد و ۲۸۲۰ نشا باقی مانده هم به نهالستان باهوکلات تحویل شد. ایران از سال ۱۴۰۰ و به صورت گلخانه ای در سراسر کشور و به صورت طبیعی در سواحل مکران و چابهار، تولیدکننده آناناس است.
طبق گزارش فائو در سال ۲۰۱۹ کشورهای برزیل، تایلند، فیلیپین، کاستاریکا و هند بزرگ‌ترین تولیدکنندگان آناناس بوده‌اند.

## بزرگ‌ترین تولیدکنندگان آناناس در جهان
| شش کشور برتر تولیدکننده آناناس - سال ۲۰۲۱ | شش کشور برتر تولیدکننده آناناس - سال ۲۰۲۱ |
| کشور                                      | میزان تولید (تن)                          |
| ----------------------------------------- | ----------------------------------------- |
| فیلیپین                                   | ۲٬۹۰۰٬۰۰۰                                 |
| کاستاریکا                                 | ۲٬۹۰۰٬۰۰۰                                 |
| اندونزی                                   | ۲٬۹۰۰٬۰۰۰                                 |
| برزیل                                     | ۲٬۳۰۰٬۰۰۰                                 |
| چین                                       | ۱٬۹۰۰٬۰۰۰                                 |
| تایلند                                    | ۱٬۸۰۰٬۰۰۰                                 |
| در کل دنیا                                | ۲۸٬۶۰۰٬۰۰۰                                |

سه کشور فیلیپین، کاستاریکا و اندونزی با فاصله بسیار نزدیک به یکدیگر با تولید نزدیک به ۳ میلیون تُن، بزرگ‌ترین تولیدکنندگان آناناس در جهانند. پس از این کشورها برزیل چین و تایلند در رتبه‌های بعدی قرار دارند.

## گیاه‌شناسی
دمای مطلوب برای رشد آناناس بین ۱۵٫۵ الی ۳۰ درجه سانتیگراد است. دمای کمتر یا بیشتر از آن سبب کندی یا توقف رشد گیاه آناناس می‌شود. آناناس به دمای پایینتر از ۶ درجه سانتیگراد به شدت حساس بوده و در صورت طولانی شدن دوره سرما، سبب مرگ گیاه می‌شود. هر چند که آناناس بومی مناطق استوایی است اما می‌توان با کمی حوصله و مراقبت، آن را در ایران به صورت یک گیاه آپارتمانی پرورش داد. (پاییز، زمستان و اوایل بهار درون خانه و اواسط بهار و تابستان خارج از خانه)

در دسترس‌ترین اندام قابل کاشت آناناس که در میوه آن وجود دارد، تاج و دانهها هستند، پرورش بذرهای کوچک و قهوه‌ای رنگ آناناس هر چند که کار غیرممکن و دشواری نیست اما به دلیل طولانی بودن فرایند رشد چندان مطلوب نمی‌باشد، به همین دلیل پرورش آناناس از تاج در بین پرورش دهندگان آماتور به مراتب متداول‌تر بوده و موفقیت آمیزتر است.

برای کاشت آناناس کافی است با چرخاندن تاج آن (قسمت برگدار که بهتر است دارای برگ‌های سبز و سالمی باشد) را از میوه جدا کرده و با برش چاقو از پایین‌ترین قسمت، باقی‌مانده میوه را از تاج کاملاً پاک نمایید، سپس چند ردیف از برگ‌های پایینی تاج (حدود ۳ الی ۴ سانتیمتر) را با دست جدا کرده و اجازه دهید در دمای معمولی اتاق (محل برش) به مدت ۲–۳ روز خشک شود. سپس تاج را درون لیوان آب به نحوی که برگ‌های آن کاملاً بالای سطح آب باشد (در دمای مناسب و پشت پنجره نورگیر) قرار داده و هر چند روز یکبار آب لیوان را تعویض نمایید. به یاد داشته باشید احتمال خراب شدن تاج بر اثر رطوبت زیاد به مراتب بیشتر از احتمال خرابی آن به علت خشک شدن تاج است به همین علت از خیس کردن برگ‌ها در تمامی مراحل کار جدا خودداری نمایید.

تاج آناناس پس از حدود یک ماه ریشه داده و آماده انتقال به گلدان می‌شود. خوشبختانه گیاه آناناس برای رشد به مواد مغذی چندانی احتیاج ندارد و از طرفی تاج بریده شده به شدت در مراحل اولیه کاشت به رطوبت زیاد خاک حساس است، به همین علت بهتر است تاج را در گلدانی با عمق حدود ۲۰ سانتیمتر که با ماسه پر شده است بکارید و در آبیاری آن زیاده روی نکنید، تعداد دفعات مطلوب برای آبیاری در تابستان هفته‌ای دو بار و در زمستان هفته‌ای یکبار می‌باشد.

متداول‌ترین مشکل در پرورش تاج، فساد قسمت مرکزی آن (محل رشد و گلدهی آناناس) به علت آلودگی‌های قارچی ناشی از نگهداری و انبارداری در شرایط نامناسب می‌باشد، در صورت فساد مرکز تاج، برگ‌های فاسد شده را از تاج جدا کرده و در صورت سالم بودن بقیه تاج، نگران از بین رفتن تلاش‌هایتان نباشید، چون بزودی گیاه با ایجاد پاجوش مسیر رشد را ادامه خواهد داد. در صورتی که خوش شانس باشید، تاج بعد از ۲۰ الی ۲۴ ماه گل داده و پس از ۶ ماه میوه آن قابل برداشت می‌باشد.

تاج یکی از کند رشدترین قسمت‌های گیاه آناناس است اما به دلیل در دسترس نبودن سایر قسمت‌های قابل تکثیر گیاه آناناس در ایران، بهترین گزینه جهت ایجاد یک گیاه جدید است.

## ترکیب شیمیایی
میوهٔ رسیدهٔ آناناس حاوی مواد زیر است:
ویتامین A، ویتامین C، ویتامین‌های گروه B، کلسیم، فسفر، آهن، اسید سیتریک، اسید مالیک، به‌علاوه میوهٔ خام و رسیدهٔ آناناس حاوی یک آنزیم پروتئولیتیک بنام بروملین یا بروملائین است که اولین مرتبه در سال ۱۹۸۱ از آن استخراج شده و در در پایین ساقهٔ آن نیز فراوان است.
نام فرمول شیمیایی طعم آناناس «اتیل بوتانوآت» نام دارد.

## کاربرد دارویی آناناس
بروملائین که از میوهٔ آناناس به دست می‌آورند برای درمان بیماری‌های زیر مصرف می‌شود:
به‌عنوان ضد آماس پس از اعمال جراحی دندان، جراحی زنان، جراحی عمومی، برای درمان کوفتگی‌ها، خون‌مردگی‌ها و زخم‌های بعد از تصادفات، آبسه‌ها بکار می‌رود. از میوهٔ آناناس و عصارهٔ آن نیز در گیاه درمانی درموارد زیر استفاده می‌شود:
- قبل از زایمان برای تحریک انقباضات رحم و کوتاه کردن مدت زایمان.
- درمان زخم‌ها و بیماری‌های دهان.
- بیماری‌های دستگاه ادراری.
- بیماری‌های زنان.
- پیشگیری از بیماری پروستات.
- امراض دوران پیری.
- درمان سوختگی‌ها.
- درمان آماس وریدها.
- خیز یا ورم ریه‌ها.
- پیشگیری از سرطان‌ها.
- پیشگیری از بروز زخم‌ها.
- درمان سینوزیت.
- درمان حساسیت‌ها (آلرژی‌ها)
- تأثیر گذاشتن بر سرعت ترمیم استخوان شکسته.
- بهبود مایع شدن زجاجیه چشم.

## آب آناناس برای مقابله با سرفه
آب آناناس ممکن است به درمان سرفه پایدار، زمانی که دلیل این شرایط یک بیماری جدی مانند سینه پهلو نیست، کمک کند. برای مقابله با سرفه خفیف استفاده از آب آناناس ممکن است ایده خوبی باشد.
مواد مغذی کلیدی در آب آناناس وجود دارند که ممکن است به تسکین علائم سرماخوردگی و سرفه کمک کنند. بروملین یکی از این مواد است، که به‌طور خاص برای سرفه مفید در نظر گرفته می‌شود. بروملین آنزیمی کلیدی در آناناس است که از ویژگی ضد التهابی قوی سود می‌برد و می‌تواند به‌طور بالقوه به درمان مشکلات تنفسی، از جمله آسم و آلرژی‌ها، کمک کند. ویژگی‌های موکولیتیک (خلط آور) در بروملین به تجزیه و دفع مخاط در سینوس‌ها یا ریه‌ها کمک می‌کنند.
ویتامین C موجود در آناناس نیز به‌طور معمول برای کاهش سرفه، علائم آنفلوانزا و سرماخوردگی به کار گرفته می‌شود.
آب آناناس و بروملین به واسطه کمک به تسکین انواع مختلفی از شرایط آلرژیک تنفسی از جمله بیماری‌های مسیرهای هوایی آلرژیک، آسم آلرژیک، آسم برونشی، و بیماری مزمن انسدادی ریه (COPD) شناخته شده هستند. تمام این بیماری‌ها می‌توانند موجب خس خس سینه و سرفه شدید شوند. آب آناناس ممکن است با تجزیه مخاط و دفع آن به بهبود این شرایط کمک کند.

## نگارخانه

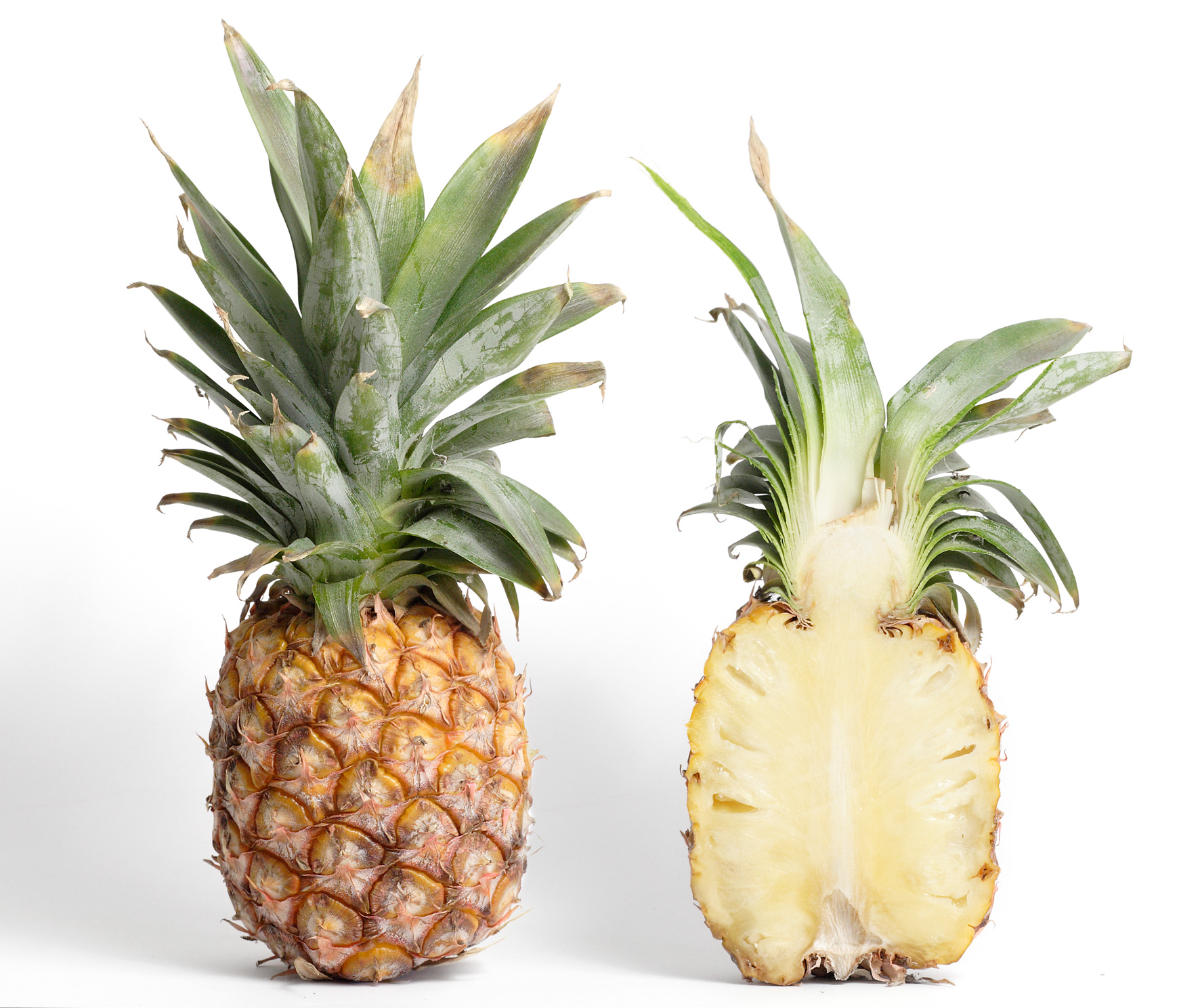
آناناس
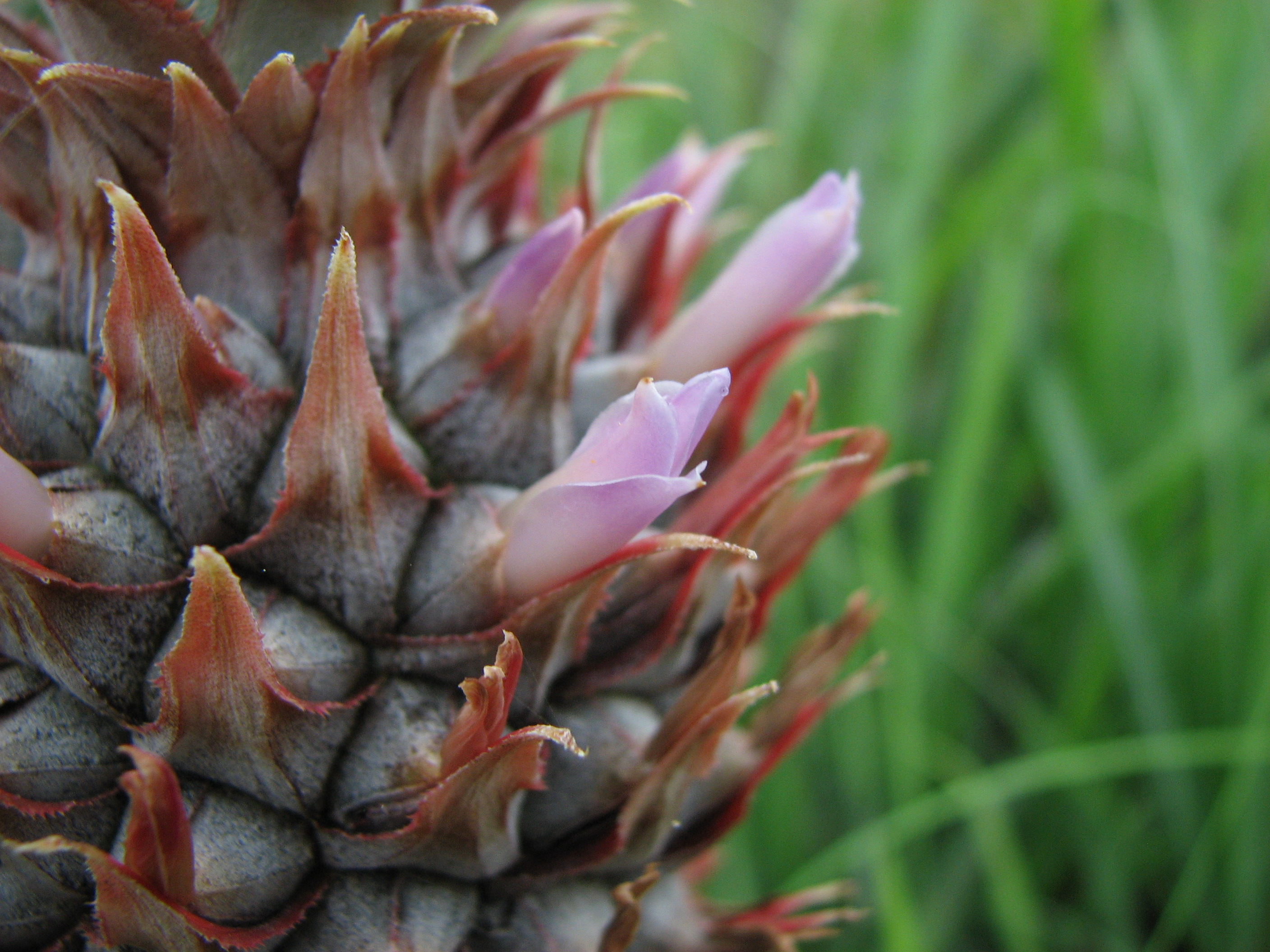
گل آناناس
مزرعه آناناس در کشور غنا
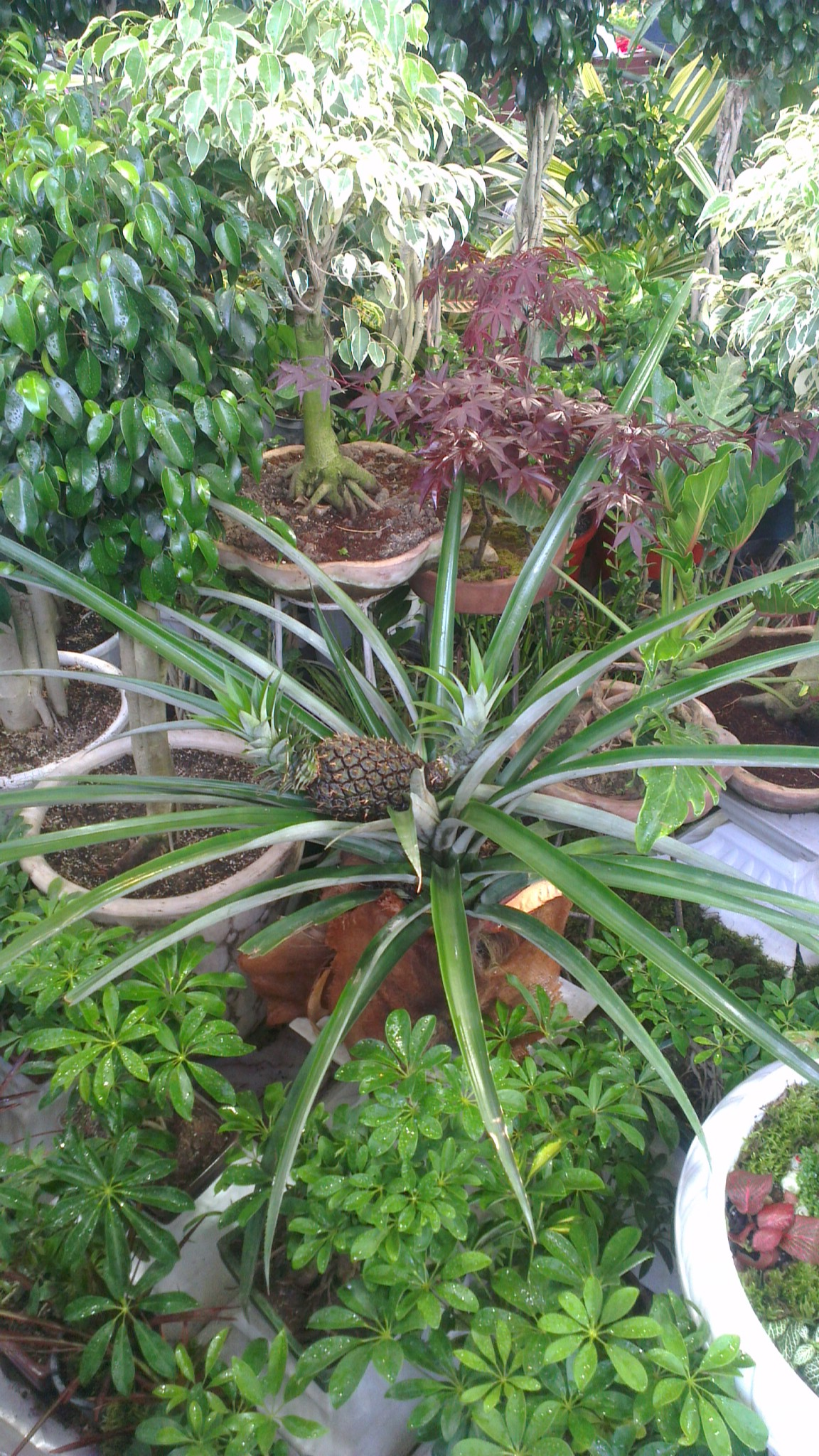
یک آناناس بر روی گیاه آن
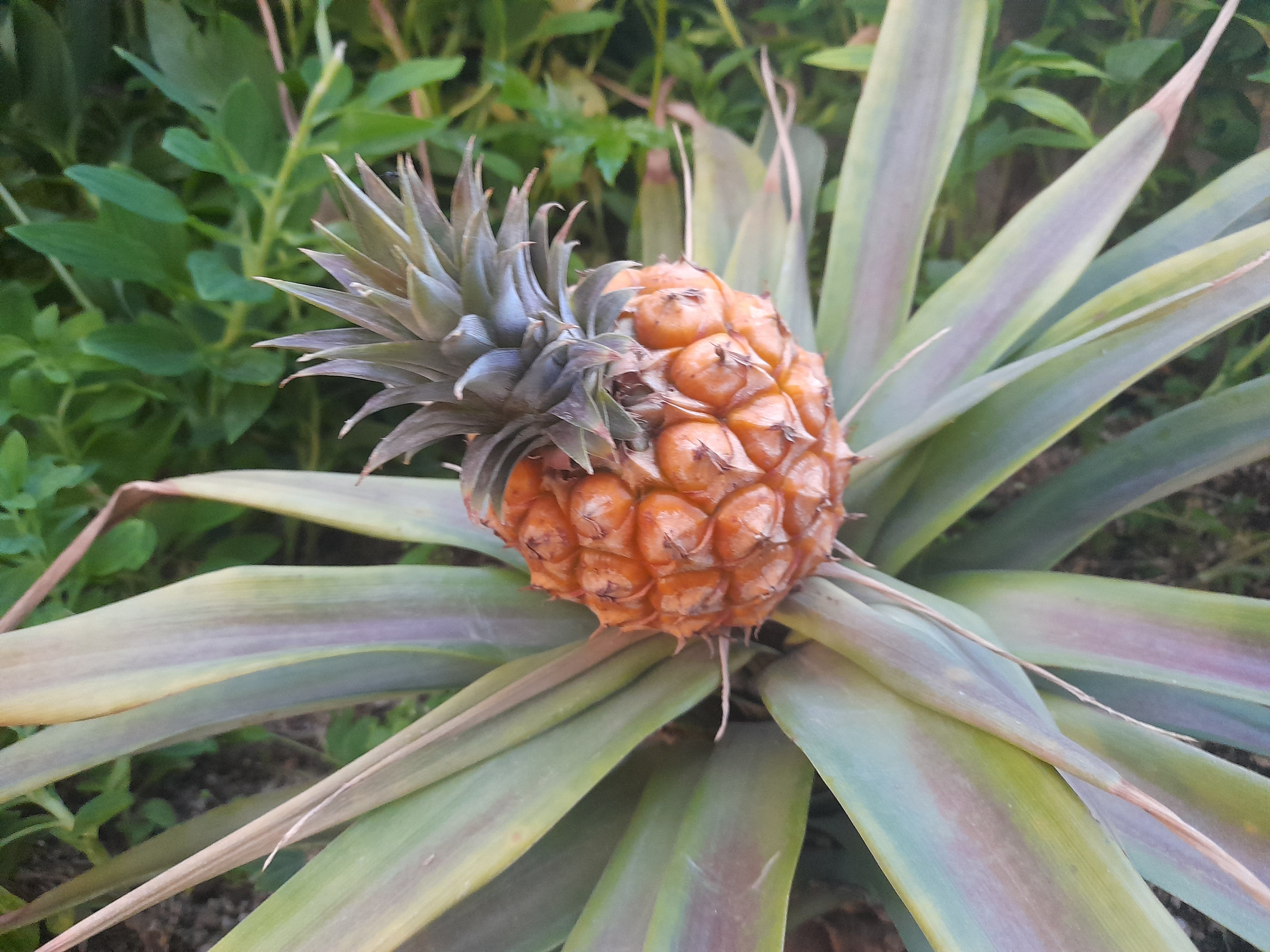
گیاه آناناس به همراه میوهٔ آن